# Platten
Platten település Németországban, Rajna-vidék-Pfalz tartományban. Lakosainak száma 876 fő (2023. december 31.). Platten Zeltingen-Rachtig és Bernkastel-Kues községekkel határos.

## Népesség
A település népességének változása:
| Lakosok száma | 602  | 912  | 894  | 869  | 852  | 876  |
|               | 1975 | 2017 | 2019 | 2021 | 2022 | 2023 |